# Ringmer
Ringmer är en by och en civil parish i distriktet Lewes i East Sussex i England. Orten har 4 648 invånare (2011).